# Isla de Mar
Isla de Mar - wyspa tworząca wraz z Isla de Tierra i Peñón de Alhucemas archipelag o nazwie Islas Alhucemas, jedną z hiszpańskich posiadłości w Afryce Północnej. 
Obie wyspy, Mar i Tierra, są niezamieszkane i nie posiadają żadnych budynków. Isla de Mar nie przekracza wysokości czterech metrów nad poziomem morza i znajduje się w odległości około pięćdziesięciu metrów od marokańskiej plaży Sfiha. Isla de Mar służyła niegdyś jako cmentarz. Obecnie obie wyspy cieszą się wśród wczasowiczów świetną opinią jako trampolina i plac zabaw.
Od czasu kryzysu na Isla del Perejil była ona otoczona drutem kolczastym.